# Landgräfliches Schloss Butzbach

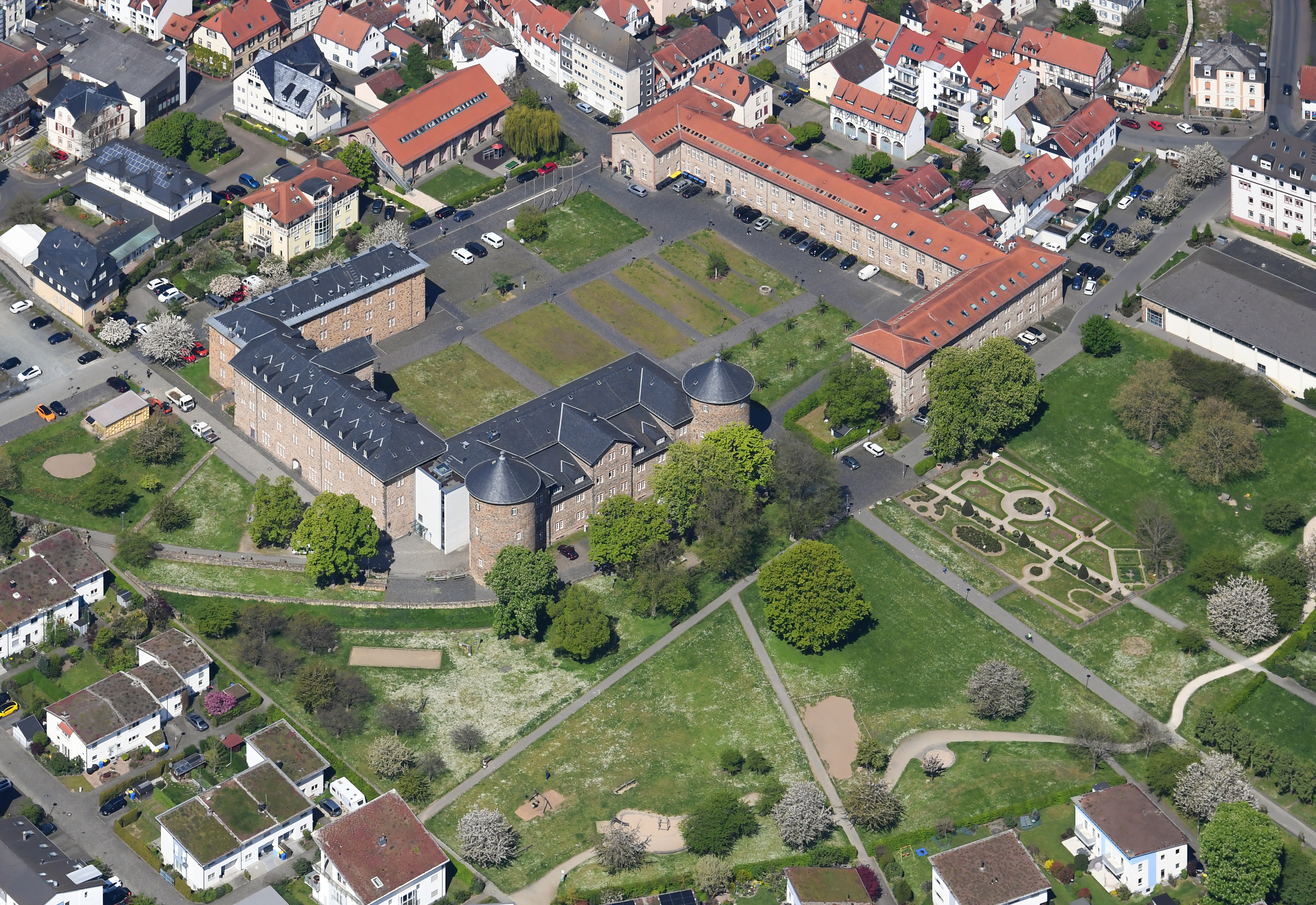
Das Landgräfliche Schloss Butzbach von Südosten aus der Vogelperspektive

Das Landgräfliche Schloss ist eine Schlossanlage in Butzbach im Wetteraukreis in Hessen.

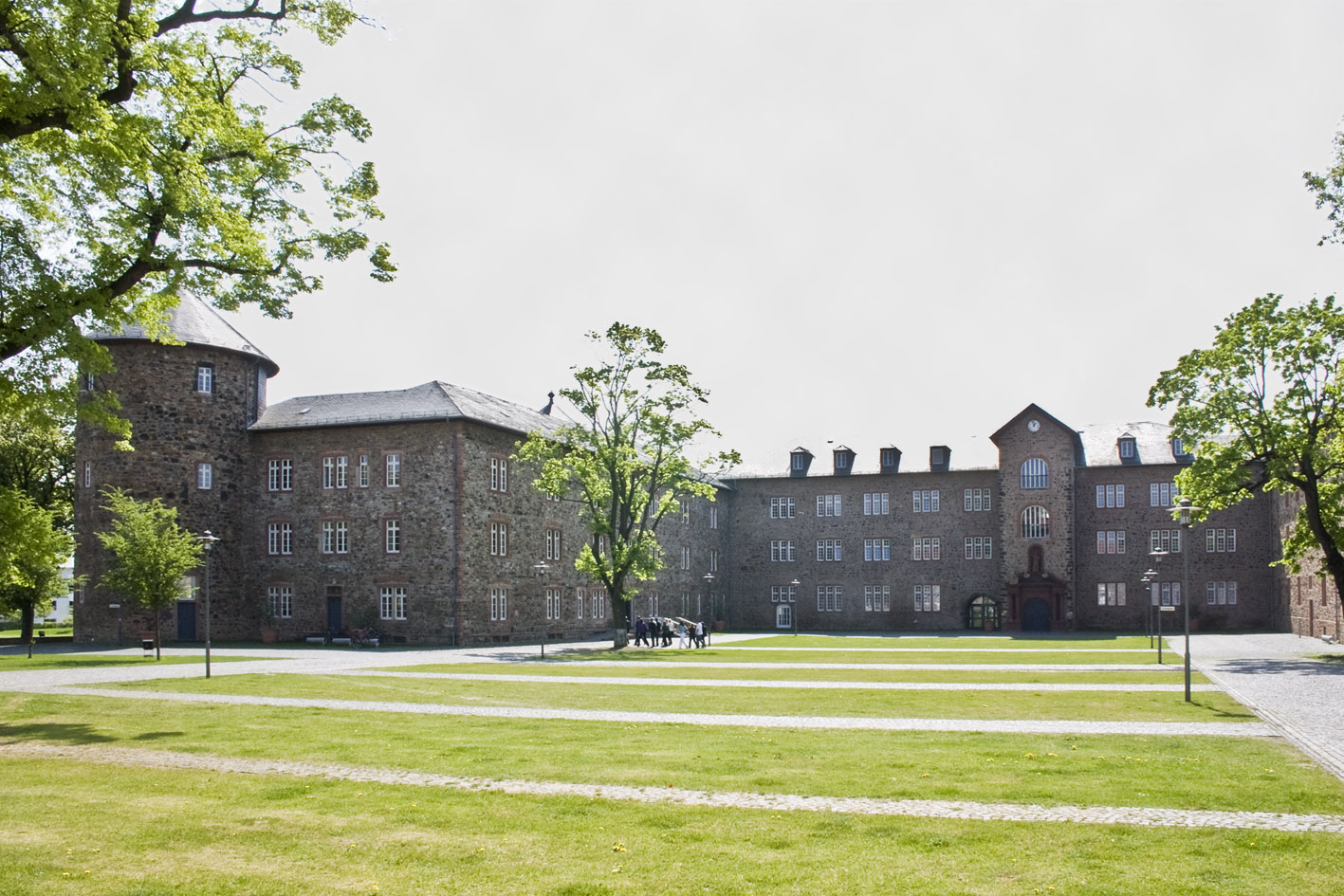
Landgrafenschloss in Butzbach, Ansicht des Ost- und Südflügels mit Rundturm und Portal.

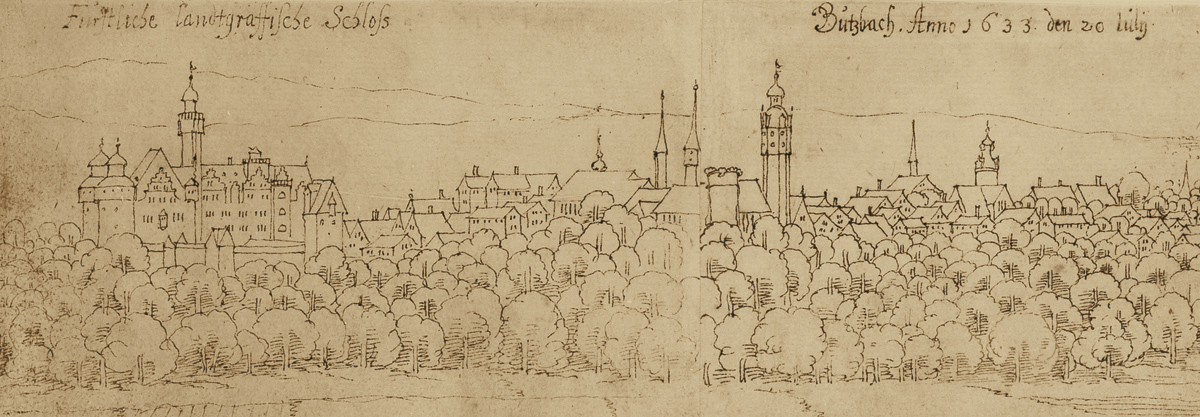
Valentin Wagner: Butzbach von Nordosten (1631).

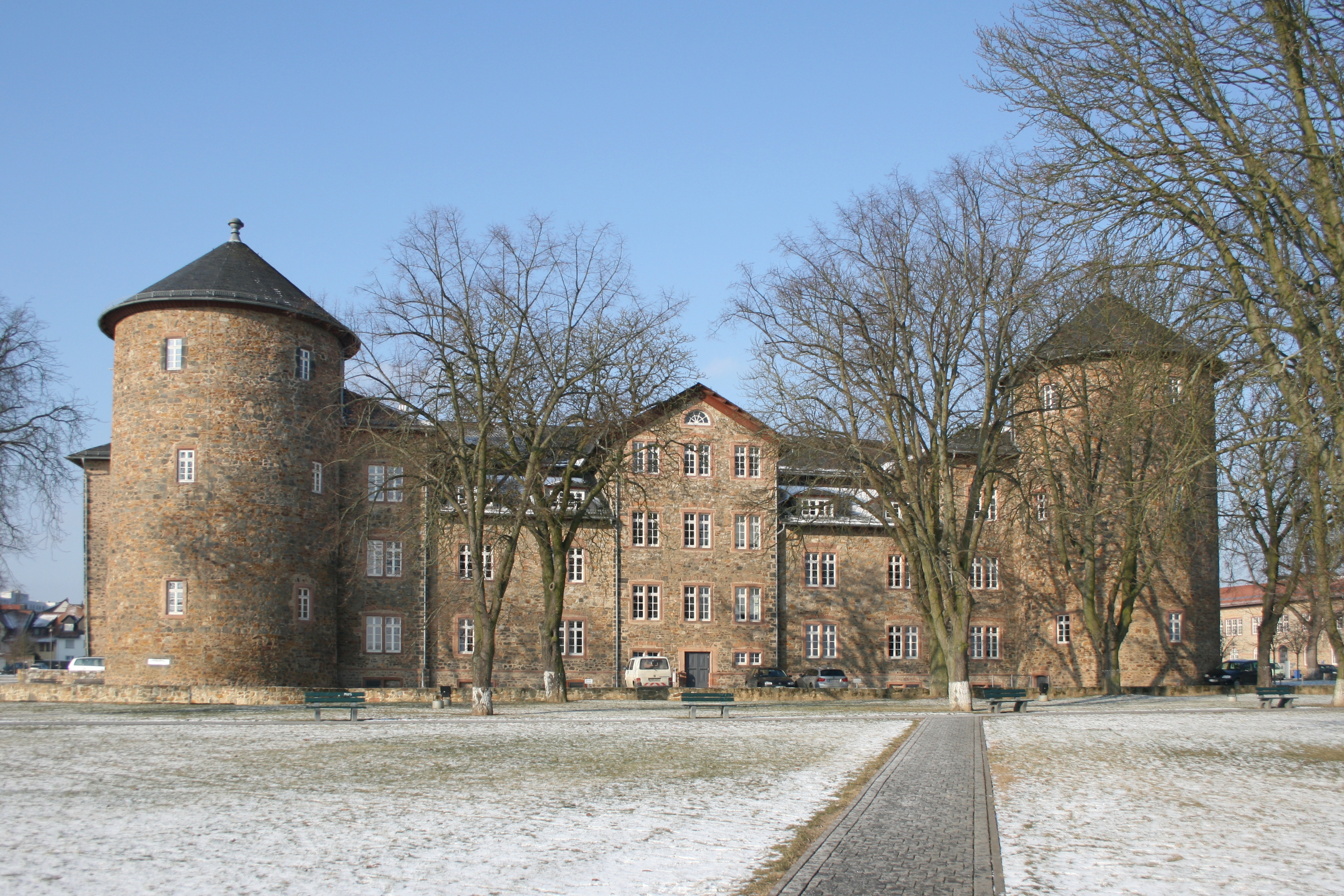
Ostseite mit Rundtürmen des 15. Jahrhunderts.

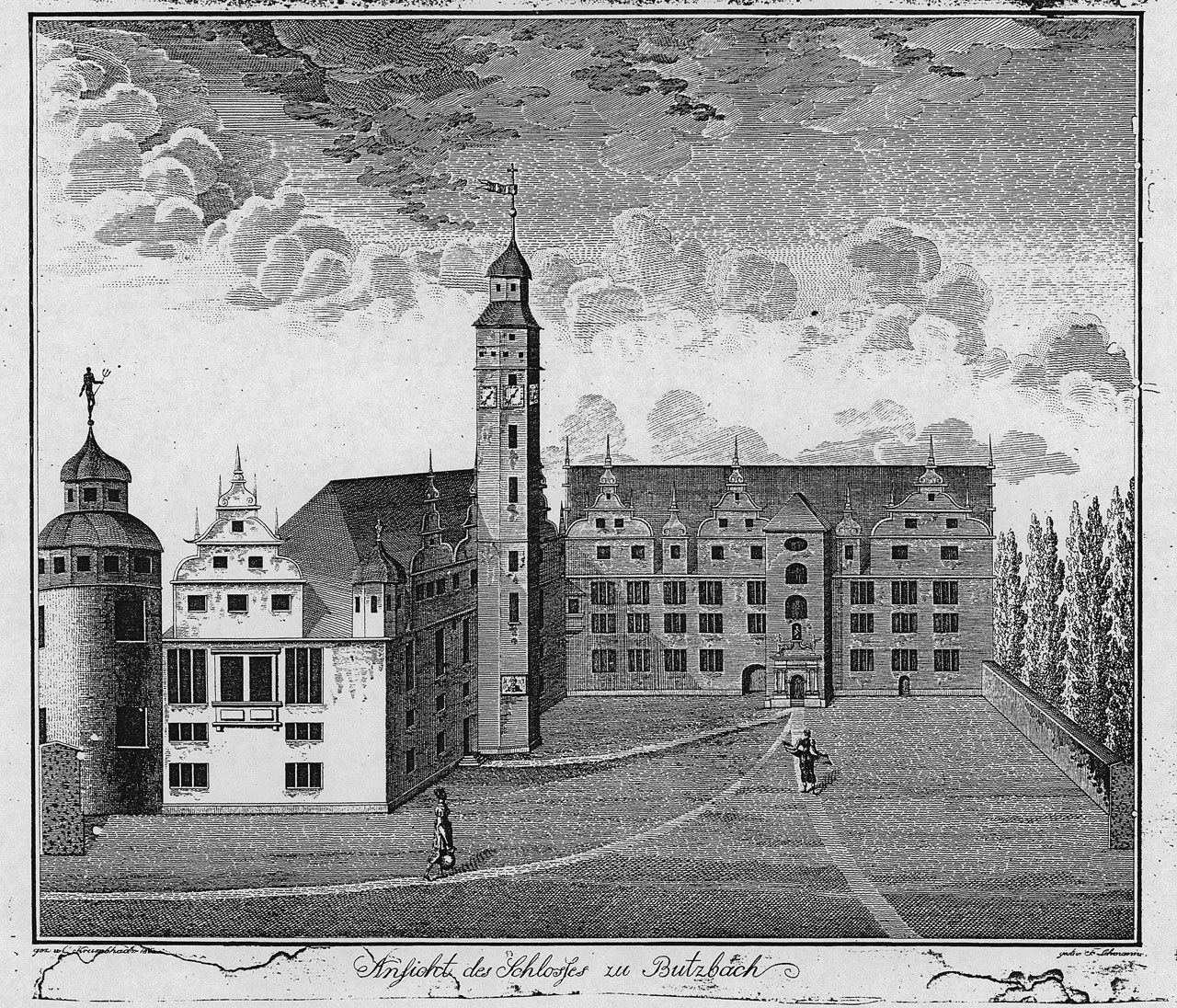
Ansicht des Butzbacher Schlosses, Kupferstich von 1812. Das Gebäude besaß zu dieser Zeit noch zahlreiche Zierelemente, die heute nicht mehr vorhanden sind. Links im Hof der polygonale Turm, der wenige Jahre nach dem Stich abgerissen wurde.

## Geschichte
Beide Schlösser in Butzbach, sowohl das Landgräfliche als auch das Solmser Schloss, entstanden auf dem Gelände einer früheren Burganlage am südöstlichen Rand der Butzbacher Altstadt. Der Ort wurde 773 erstmals urkundlich genannt. Er entstand nahe den Resten eines römischen Kastells an einer Weggabelung mehrerer Altstraßen, unter anderem der Weinstraße und der Lange Hessen. Nicht gesichert ist, ob diese Wasserburg in Stadtlage (Stadtburg) auf die 1243 genannten Niederadligen von Buetsbach, Gefolgsleute der Herren von Hagen-Münzenberg, zurückgeht oder erst später von den Falkensteinern angelegt wurde, welche die Münzenberger beerbten.
1321 erhielt Philipp IV. von Falkenstein für den Ort Stadtrechte und ließ eine Befestigungsanlage errichten. Mit dem Erlöschen der Falkensteiner 1418 fiel Butzbach an die Herren von Eppstein, jeweils zur Hälfte an „von Eppstein-Münzenberg“ und „von Eppstein-Königstein“. In der Folge wurde der Besitz weiter geteilt. Noch im 15. Jahrhundert verkaufte die Münzenberger Linie ein Viertel an die Grafschaft Katzenelnbogen, welches 1479 an Hessen fiel, sowie ein weiteres Viertel an Graf Otto von Solms-Braunfels. Die Königsteiner Linie verkaufte 1479 ein Viertel an Solms-Lich, ihr letztes Viertel erst 1595 an Hessen-Marburg.
Die ehemals in die Stadtmauer einbezogenen Teile der mittelalterlichen Burg dürften zu diesem Zeitpunkt schon weitgehend verfallen sein. Um 1462 ließ Werner von Eppstein-Münzenberg neben dem südlichen Tor der Stadtmauer einen großen Fruchtspeicher errichten, der 1479 an die Grafen von Solms kam. Sie ließen ihn repräsentativ umbauen und im Stil der Zeit durch einen wehrhaften Rundturm ergänzen. Das so entstandene Solmser Schloss diente in der Folge als Amts- und Witwensitz.
Unter Einbeziehung eines spätmittelalterlichen Kernbaus ließen die Landgrafen von Hessen-Darmstadt zu Beginn des 17. Jahrhunderts ein Schloss errichten. Architekt war wahrscheinlich Jakob Wustmann, der auch den Umbau des Residenzschlosses Darmstadt geleitet hatte. Es diente Landgraf Philipp III. von Hessen-Butzbach als Residenz von 1609 bis 1643, fiel aber mit dem Tod des Landgrafen an die Hauptlinie Hessen-Darmstadt zurück. Der kunstsinnige Landgraf ließ im Inneren zahlreiche Wandbemalungen und Stuckaturen anbringen, auch ein Observatorium wurde im Dachgeschoss des neuen Flügels eingerichtet. Zweimal, 1621 und 1627, war hier der Astronom Johannes Kepler zu Gast. Im Jahr 1629 stürzte die Sternwarte allerdings ein.
Beim Umbau zu einer Chevaulegerskaserne ab 1817 verlor das Schloss seine prachtvolle Ausstattung. 1898 wurde das Schloss in eine Infanterie-Kaserne umgewandelt und erhielt den Namen Schloss-Kaserne. Von 1951 bis 1992 wurde die Kaserne durch die United States Army genutzt. Nach dem Abzug der Truppen und der Konversion wird das Schloss inzwischen zivil genutzt, im rechten Flügel befindet sich das Rathaus der Stadt Butzbach.
(Zur Kaserne siehe den Hauptartikel: Schloss-Kaserne)

## Anlage
Das Landgräfliche Schloss ist ein ursprünglich zweiflügeliger Bau, in dieser Form auch in den Stadtansichten von Valentin Wagner (1631) und Matthäus Merian (um 1655) dargestellt. Der Ostflügel ist im Kern spätmittelalterlich und bezog zwei ältere (wohl spätes 15. Jahrhundert) Rundtürme mit ein. Diese erhielten nun Maulscharten zur Aufstellung von Kanonen. Der Ostflügel entstand nach einem Brand 1603 in den Jahren 1609/1610. Angelehnt war ein schlanker, polygonaler Turm, der die Anlage überragte. Er wurde jedoch am Anfang des 19. Jahrhunderts abgerissen. Mit dem Umbau 1609/1610 dürfte auch der Südflügel (Neuer Bau) an Stelle des älteren Burggrabens hinzugekommen sein, obwohl auch dieser im Erdgeschoss eine ältere Spitzbogenpforte enthält. Das barocke Portal mit Doppelsäulen auf breiten Konsolen und allegorischen Figuren weist noch auf die einst prächtige Ausstattung des Gebäudes hin. Im Giebelfeld befindet sich eine lateinische Bauinschrift mit der Jahreszahl 1610.
Der Westflügel entstand erst mit einer umfangreichen Kasernenerweiterung der Jahre 1935/36 und ist nicht denkmalgeschützt. Unter Denkmalschutz steht jedoch das Ballhaus im Westen der Anlage von 1633/34, das seit 1818 zu einer Reithalle umgebaut wurde. Nicht erhalten ist weiterhin der ehemalige Lustgarten mit Statuen, Planetenbrunnen und Wasserspielen, der sich östlich des Schlosses befand.